# Makedonska Radio Televizija
Makedonska Radio Televizija (Macedonisch: Македонска радио телевизија), afgekort tot MRT, is de openbare omroep voor radio en televisie in Noord-Macedonië.

Oude logo.

## Radio
MRT beschikt over 4 radio-omroepen :
- Radio 1
- Radio 2
- Radio 3
- Canal 103

## Televisie
- MTV 1 (MTB1): opgericht in 1964,
- MTV 2 (MTB2): opgericht in 1978
- MTV 3 (MTB3): opgericht in 1991

In 2000 werd het satellietkanaal MKTV Sat opgestart.